# Barry Norton
Barry Norton (nascido Alfredo Carlos Birabén; 16 de junho de 1905 - 24 de agosto de 1956) foi um ator argentino-americano. Ele apareceu em mais de 90 filmes, começando em filmes mudos de 1925 até sua morte em 1956. Ele é talvez mais conhecido por seu papel como Juan Harker na versão em espanhol de Drácula da Universal Pictures em 1931, o papel em inglês de Jonathan Harker originado por David Manners.

## Carreira
Chegando a Hollywood na década de 1920, Norton apareceu pela primeira vez como figurante em The Black Pirate (1926), mas logo foi escalado para The Lily, da Fox Films, no mesmo ano. Sua grande chance veio quando ele recebeu o papel de Pvt. "Mother's Boy" Lewisohn em What Price Glory?, que acabou sendo um enorme sucesso comercial. Ele conseguiu papéis substanciais em Legion of the Condemned e 4 Devils (ambos em 1928), que também tiveram muito sucesso. Sua atuação foi bem recebida pelo público e pela crítica da época e, durante a era muda, ele evitou ser rotulado de amante latino. Um proprietário de teatro em Golden City, Montana, disse: "[Norton] ainda não me mostrou uma atuação ruim. Há um menino que é 'natural'."

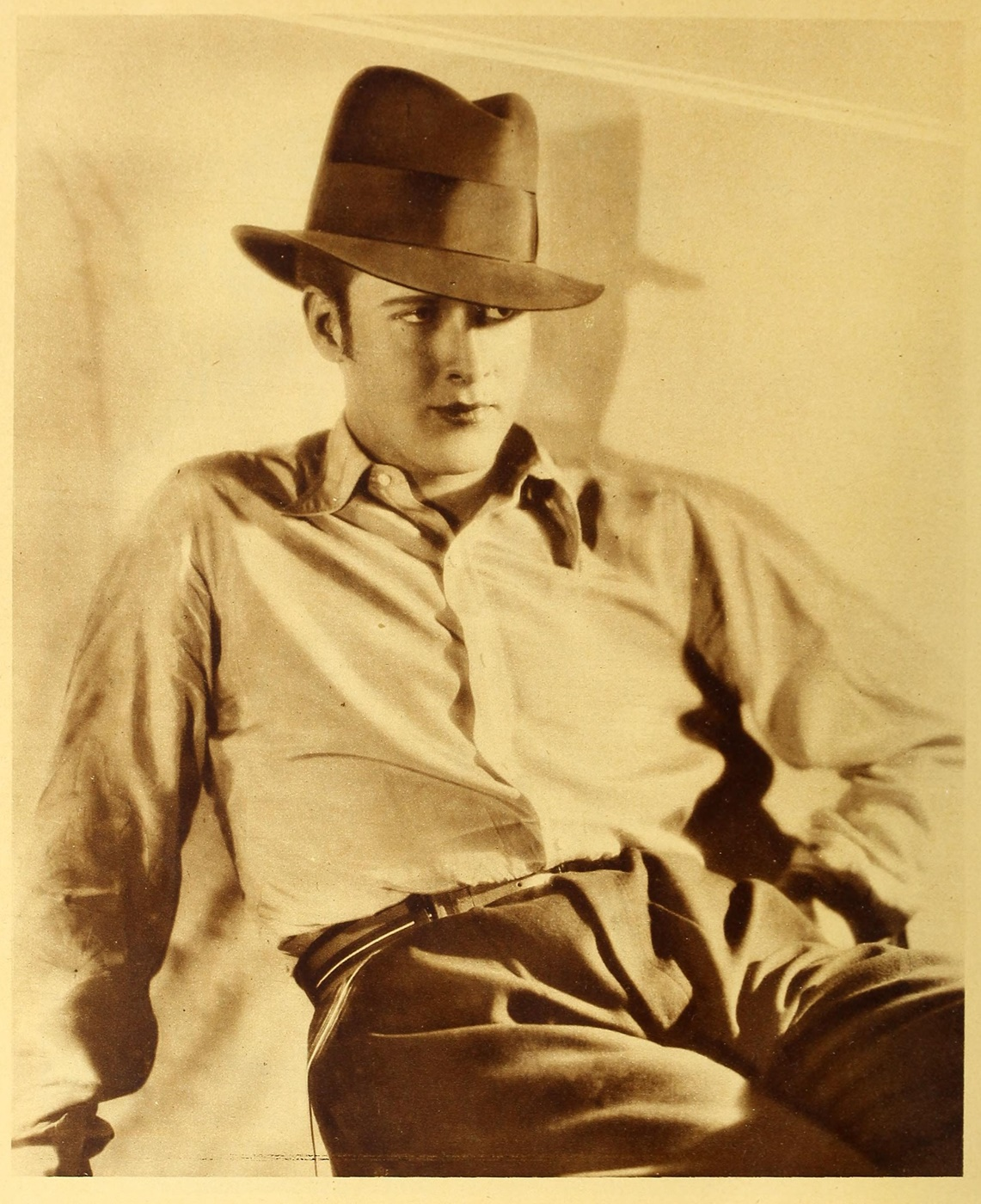
Barry no auge da carreira.

No início dos anos 1930, Norton ainda podia conseguir papéis principais em filmes importantes. Os principais estúdios de Hollywood começaram a produzir versões em idiomas alternativos de suas produções de prestígio, e ele se tornou um das dezenas de atores latinos necessários. Drácula foi um desses filmes, mas Norton também apareceu em versões em espanhol de Paramount on Parade (1930), The Benson Murder Case (1930) e The Criminal Code (1931). Em alguns casos, ele apareceu em ambas as versões de um filme. Os exemplos incluem Tempestade sobre os Andes (versão em espanhol: Alas sobre El Chaco), O Demônio do Mar (El diablo del Mar) e Capitão Calamidade (El capitan Tormenta), este último filme reunindo-o com Lupita Tovar, seu interesse romântico por Drácula.

Além de papéis em filmes do território espanhol, ele teve papéis em vários filmes importantes, geralmente interpretando europeus sofisticados. Com o declínio da produção de filmes em espanhol em Los Angeles, as oportunidades de Norton para papéis principais tornaram-se cada vez menos frequentes. Embora tivesse uma voz agradável, seu sotaque argentino parecia incongruente com sua aparência. De acordo com algumas fontes, ele nunca dominou muito bem o inglês. Em 1933, ele garantiu o que seria seu último papel importante, interpretando o noivo espanhol de Jean Parker em Lady for a Day, de Frank Capra (1933). Embora continuasse a trabalhar por mais 15 anos, o último papel creditado de Norton nas telas seria Deveria os Maridos Trabalhar? (1939). Pelo resto de sua carreira, Norton continuou a residir em Los Angeles e obter pequenos papéis em filmes. Muitos filmes em que apareceu são agora considerados clássicos.

## Vida Pessoal
Norton era casado com Josephine Byers, uma mulher da Califórnia com quem teve uma filha, Sharon, e dois netos. Em sua autobiografia, Being and Becoming, a atriz Myrna Loy escreveu que namorou Norton por um breve período. Outras fontes o relacionam romanticamente com Dorothy Dare e Alice Terry. No último caso, eles parecem ter sido amigos em vez de amantes.

## Morte

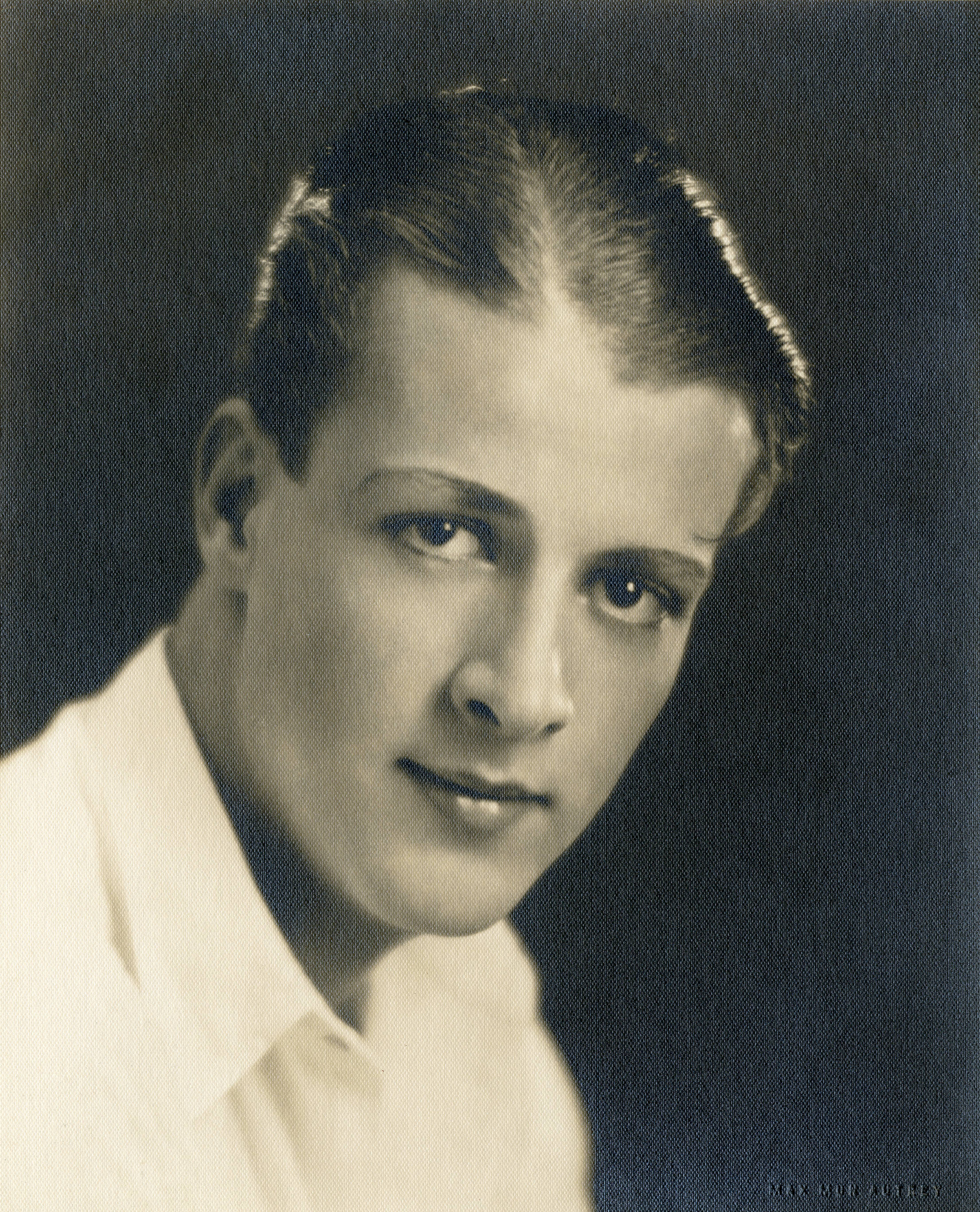
Barry Norton

Em 24 de agosto de 1956, Norton morreu de ataque cardíaco em Hollywood, Califórnia. Ele tinha 51 anos. Ele morreu sem um tostão e seus velhos amigos de Hollywood - entre eles Antonio Moreno, Gilbert Roland, Gertrude Astor, Philo McCullough e Charles Morton pegaram uma coleção para pagar por sua cremação, que exigia a permissão de seu irmão em Buenos Aires.

## Filmografia Selecionada
- The Black Pirate (1926) (Figurante)
- The Lily (1926)
- What Price Glory? (1926)
- The Canyon of Light (1926)
- Sunrise: A Song of Two Humans (1927)
- The Wizard (1927)
- Legion of the Condemned (1928)
- Fleetwing (1928)
- The Red Dance (1928)
- Mother Knows Best (1928)
- 4 Devils (1928)
- Sins of the Fathers (1928)
- The Exalted Flapper (1929)
- El cuerpo del delito (1930)
- Amor audaz (1930)
- Galas de la Paramount (1930)
- Oriente y occidente (1930)
- El código penal (1931)
- Dishonored (1931)
- Drácula (1931)
- El pasado acusa (1931)
- Luxury Liner (1933)
- Cocktail Hour (1933)
- Lady for a Day (1933)
- Unknown Blonde (1934)
- Let's Be Ritzy (1934)
- The World Moves On (1934)
- Grand Canary (1934)
- Imitation of Life (1934)
- Anna Karenina (1935)
- Storm Over the Andes (1935)
- Alas sobre El Chaco (1935)
- Captain Calamity (1936)
- El capitan Tormenta (1936)
- Camille (1936)
- The Sea Fiend (1936)
- El diablo del Mar (1936)
- Marihuana (El monstruo verde) (1936)
- Camille (1936)
- History Is Made at Night (1937)
- Hollywood Hotel (1937)
- The Buccaneer (1938)
- El trovador de la radio (1938)
- Second Fiddle (1939)
- Should Husbands Work? (1939)
- Dance, Girl, Dance (1940)
- One Night in the Tropics (1940)
- My Life with Caroline (1941)
- Casablanca (1942) - Gambler at Rick's (Não Creditado)
- Above Suspicion (1943)
- Zombies on Broadway (1945)
- The Razor's Edge (1946)
- Three Little Girls in Blue (1946)
- Monsieur Verdoux (1947)
- Angel on the Amazon (1948)
- Strangers on a Train (1951) (uncredited)
- What Price Glory? (1952)
- Yankee Pasha (1954)
- The Caine Mutiny (1954)
- A Star Is Born (1954)
- So This Is Paris (1955)
- Ain't Misbehavin' (1955)
- To Catch a Thief (1955)
- It's Always Fair Weather (1955)
- The Girl in the Red Velvet Swing (1955)
- Meet Me in Las Vegas (1956)
- The She-Creature (1956)
- Around the World in 80 Days (1956)
- Runaway Daughters (1956)
- Mister Cory (1957)